# بالدوین سوم، پادشاه اورشلیم
بالدوین سوم (۱۱۳۰–۱۱۶۳) از سال ۱۱۴۳تا۱۱۶۳ پادشاه اورشلیم بود. او فرزند ملیساند اورشلیم و فولک اورشلیم می‌باشد. زمانی که او به سلطنت رسید به سن قانونی نرسیده بود لذا مادر او به عنوان نایب السلطنه بر تخت شاهی نشست ولی بالدوین سوم در سال ۱۱۵۳ بعد از رسیدن به سن قانونی و مدتی درگیری با مادر خود حکومت را تصاحب کرد. در دوران حکومت او پادشاهی اورشلیم و امپراتوری روم شرقی با یکدیگر متحد بودند. او در دوران حکومت خود دژ اشکلون که از دژهای مهم فاطمیان مصری بود را تصرف کرد ولی در سوریه درگیر جنگ با نورالدین زنگی بود. او در زمان مرگ (مرگ در اثر دیسانتری) فرزندی نداشت و به این دلیل بعد از او برادرش آمالریک به سلطنت رسید.